# Коробка Микола Іванович
Коро́бка Микола Іванович (6 травня 1872 року, Кременець — 1921) — російський і український фольклорист і літературознавець. Один з засновників Товариства дослідників Волині. Працював переважно в Росії. Автор статей з української етнографії і народної словестності. Був автором низки статей для «Енциклопедичного словника Брокгауза і Єфрона», окремі з яких стосуються України.

## Життєпис
Навчався на філологічних факультетах у Київському, потім Петербурзькому університеті, який закінчив 1894 року. Був інспектором народних училищ в Волинській губернії, потім викладачем російської словесності у Санкт-Петербурзькому вчительському інституті та в інших навчальних закладах.
Записав багато фольклорних матеріалів на Волині і Поділлі. З української фольклористики видав «Пісні Кам'янецького повіту, Подільської губернії» (1895), «Колядки й щедрівки…» (1902) та інші. Багато місця присвячено українській поезії у його підручнику «Спроба огляду історії російської літератури» (1909—1914). Статті про російських письменників друкував у виданнях «Русское богатство», «Русская Мысль», «Образование», «Вестник самообразования» та інших. Частина цих статей ввійшла у окремо видані книжки «Нариси літературних настроїв» (1903) і «Особа у російському суспільстві і літературі початку ХІХ ст.» (1904). Друкувався також у виданнях «Известия II Отделения Академии Наук», «Журнал Министерства Народного Просвещения», «Живая старина» та інших.

## Твори
- Очерки литературных настроений. — СПб., 1903.
- Опыт обзора истории русской словесности. Ч. 1 — 3. — 1909—1914.
- Колядки та щедрівки, записані у Волинському Поліссі. — ЖИВАЯ СТАРИНА, вип II, СПб., 1901. [Архівовано 26 січня 2018 у Wayback Machine.]
- Перекази про урочища Овруцького повіту і Билини про Вольгу Святославовича. — Известия Отделения русского языка и словесности Императорской Академии Наук. Спб., 1908. Т. XIII. Кн. 1. С. 292—311. [Архівовано 26 січня 2018 у Wayback Machine.]